# Mukura Victory Sports FC
Mukura Victory Sports et Loisirs Football Club w skrócie Mukura Victory Sports FC – rwandyjski klub piłkarski grający rwandyjskiej pierwszej lidze, mający siedzibę w mieście Butare.

## Sukcesy
- I liga[1]:
  - wicemistrzostwo (3): 1992, 1998, 1999

- Puchar Rwandy[2]:
  - zwycięstwo (5): 1978, 1986, 1990, 1992, 2018
  - finał (4): 1987, 1999, 2005, 2009

## Występy w afrykańskich pucharach
| Sezon     | Rozgrywki                 | Runda    | Kraj              | Klub                   | Dom | Wyjazd | Dwumecz      |
| --------- | ------------------------- | -------- | ----------------- | ---------------------- | --- | ------ | ------------ |
| 1982      | Puchar Zdobywców Pucharów | 1        | Tanzania          | Pan African SC         | 0–4 | 0–4    | 0–8          |
| 1987      | Puchar Zdobywców Pucharów | 1        | Egipt             | Tersana SC             | 1–1 | 0–5    | 1–6          |
| 1988      | Puchar Zdobywców Pucharów | wstępna  | Eswatini          | Mbabane Highlanders FC | 5–1 | 0–3    | 5–4          |
| 1988      | Puchar Zdobywców Pucharów | 1        | Kenia             | Gor Mahia              | 0–1 | 0–1    | 0–2          |
| 1993      | Puchar Zdobywców Pucharów | wstępna  | Tanzania          | Pamba SC               | 1–2 | 1–0    | 2–2          |
| 1994      | Puchar CAF                | 1        | Zair              | AS Bantous             | 1–2 | 0–0    | 1–2          |
| 2000      | Puchar CAF                | wstępna  | Etiopia           | Hawassa City SC        | 1–0 | 0–2    | 1–2          |
| 2001      | Puchar Zdobywców Pucharów | wstępna  | Burundi           | Atlético Olympic FC    | 1–0 | 0–3    | 1–3          |
| 2018/2019 | Puchar Konfederacji       | wstępna  | Południowa Afryka | Free State Stars FC    | 0–0 | 1–0    | 1–0          |
| 2018/2019 | Puchar Konfederacji       | 1        | Sudan             | El-Hilal Al-Ubajjid    | 0–0 | 0–0    | 0–0 (k. 5–4) |
| 2018/2019 | Puchar Konfederacji       | play-off | Sudan             | Al-Hilal Omdurman      | 1–0 | 0–3    | 1–3          |

## Stadion
Domowe mecze klub rozgrywa na stadionie o nazwie Stade Huye w Butare, który może pomieścić 20000 widzów.

## Reprezentanci kraju grający w klubie od 2010 roku
Stan na maj 2023.
| - Abeddy Biramahire - Canisius Bizimana - Abdul Karim Gashugi - Yussufu Habimana - Jean-Pierre Mabula Hakiri - Muhadjiri Hakizimana - Bonaventure Hategekimana - Bertrand Iradukunda - Meddie Kagere - Soter Kayumba - Gabriel Mugabo - Hussein Cyiza Mugabo - Bonheur Mugisha - Janvier Mutijima - Celestin Ndayishimiye - Yussuf Ndayishimiye - Ally Niyonzima | - Marcel Nzarora - Emmanuel Sebanani - Hussein Sibomana - James Tubane - Onesme Twizerimana - Patrick Umwungeri - Olivier Bahati - Didier Bizimana - Iddy Saidi Djuma - Gaël Duhayindavyi - Etienne Karekezi - Papa Claude Nahimana - Christophe Ndayishimiye - Emmanuel Ngama - David Nshimirimana - Roby Morales |